# Hugo Mugica
Hugo Oscar Mugica (Carhué, Buenos Aires, Argentina; 1918 - Id; 1995) fue un primer actor argentino de amplia trayectoria.

## Carrera
Perteneciente a una popular familia de artistas, sus padres eran Ernesto Pucciarelli y Emilia Mugica, y sus hermanos la primera actriz Alba Mujica y el actor René Mugica. Su sobrina fue la exitosa actriz Bárbara Mujica.  Hugo nació en Carhué, una pequeña ciudad de la Provincia de Buenos Aires ubicada junto a la Laguna Epecuén, conocida por sus aguas termales y ubicada a 561 kilómetros de la ciudad de Buenos Aires. Nació el mismo año en el que falleció repentinamente su padre, por lo que fue anotado en el Registro Civil con el apellido materno.
El director Ralph Pappier lo incluyó en los elencos de los filmes Escuela de campeones (1950) con George Rigaud y Silvana Roth, y Caballito criollo (1953) junto a los maestros Enrique Muiño y Alberto Bello. En 1965 protagonizó Esquiú, una luz en el sendero, curiosa versión de la vida de Fray Mamerto Esquiú, que también fue dirigida por Pappier. Ya fuese con papeles secundarios o protagónicos, se lució en más de 17 películas. Se retiró de la pantalla grande en 1981 con La pulga en la oreja, dirigida por Francisco Guerrero y protagonizada por Zulma Faiad y Tristán.

## Filmografía
- 1981: La pulga en la oreja.
- 1979: El juicio de Dios.
- 1974: Proceso a la infamia.
- 1973: Furia infernal.
- 1973: La malavida
- 1972: Allá en el norte.
- 1971: Bajo el signo de la patria.
- 1970: Moamba (Vidas vendidas)
- 1968: Fuego.
- 1967: La muchacha del cuerpo de oro.
- 1965: Esquiú, una luz en el sendero.
- 1954: Su seguro servidor.
- 1954: Río Turbio.
- 1953: Caballito criollo.
- 1952: Facundo, el tigre de los llanos.
- 1951: Corazón fiel.
- 1950: Escuela de campeones.